# Cercotrichas paena
El alzacola del Kalahari (Cercotricha paena) es una especie de ave paseriforme de la familia Muscicapidae propia del África austral.

## Distribución y hábitat

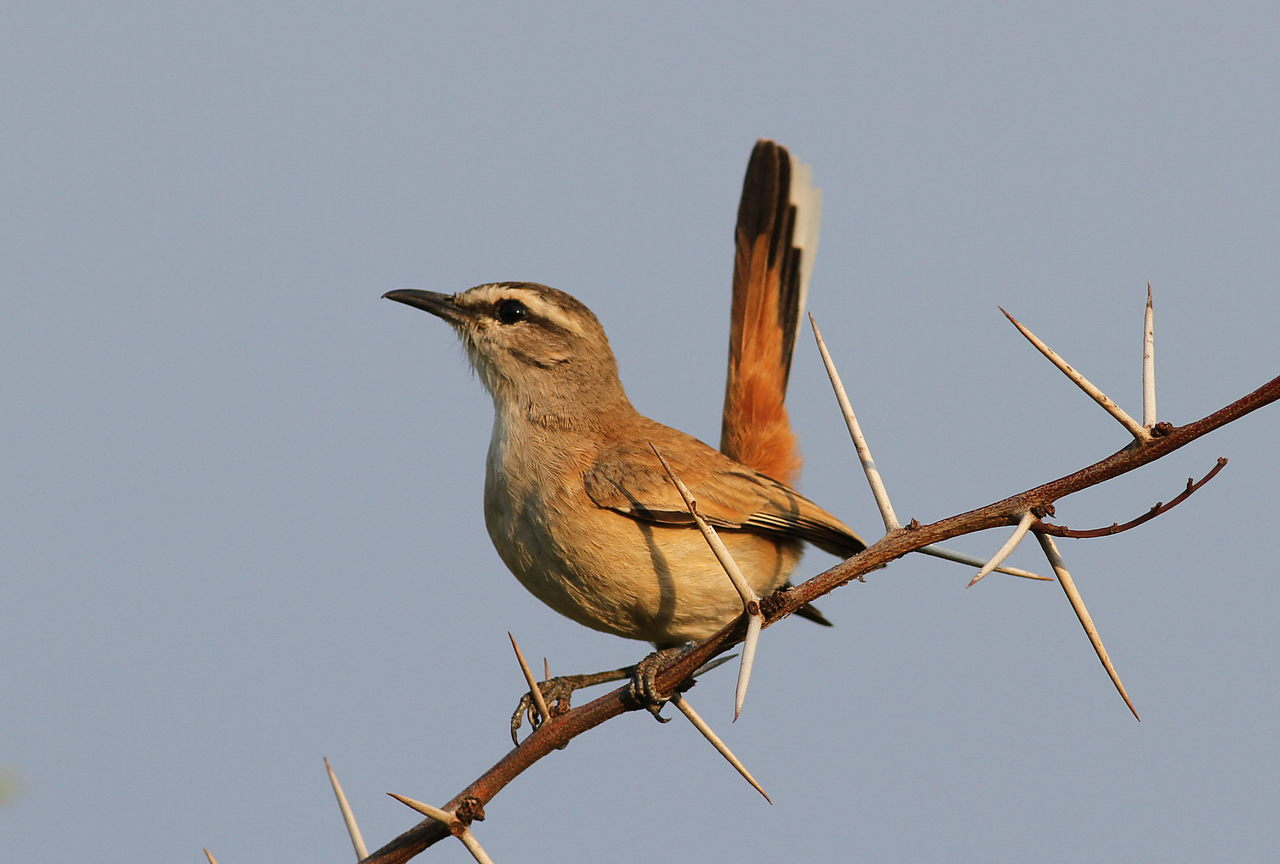
Ejemplar en la provincia del Noroeste, Sudáfrica.

Se encuentra en África austral, distribuido por el sur de Angola, Botsuana, Namibia, el norte de Sudáfrica y Zimbabue, donde se encuentra en el sandveld con árboles bajos y matorrales, en los límites de los bosques, y en la sabana. También puede vivir en ambientes alterados por los hombres como los campos de cultivo y los jardines, por ello la especie es abundante y no se considera amenazada por las actividades humanas.

## Comportamiento
El alzacola del Kalahari cría de agosto a febrero, con el máximo en noviembre, el máximo suele conincidir con la estación de lluvias. La especie es monógama y territorial. El tamaño de su territorio varía entre 0,7 - 4,3 ha. Las hembras se encargan de construir el nido, trenzando ramitas y hierbas, y lo sitúa en arbustos espinosos bajos. La construcción del nido dura unos cinco días. La puesta media consta de dos huevos, aunque las puestas del final de temporada suelen ser mayores. Solo la hembra se encarga de la incubación de los huevos. El macho defiende el nido agresivamente atacando a los intrusos y avisando cuando se acercan depredadores. La incubación dura unos doce días. Tras la eclosión la hembra retira las cáscaras del nido y las tiran lejos para evitar a posibles depredadores. La hembra sigue incubando a los polluelos entre 3–7 días tras la eclosión. Ambos padres alimentan a las crías y retiran sus sacos fecales. Los pollos son altriciales y tardan unos doce días en dejar el nido.